# Vodeni športovi
Vodeni športovi ili športovi na vodi, skupina su pojedinačnih i momčadskih športova koji se odvijaju u i na vodi, umjetnom  ili prirodnom, otvorenom ili zatvorenom borilištu, najčešće bazenu, rijeci, jezeru ili moru. Krovno tijelo za vodene športove je FINA, a europsko LEN.
Vodeni su športovi plivanje, vaterpolo, ronjenje, ronjenje na dah, skokovi u vodu, sinkronizirano plivanje, veslanje, jedrenje, surfanje, kajak, kanu, kajak i kanu na divljim vodama, podvodni hokej, daljinsko plivanje, većina kojih su i olimpijski športovi.
Hrvatski športski savezi vodenih športova:
- Hrvatski plivački savez (HPS),
- Hrvatski vaterpolski savez (HVS),
- Hrvatski veslački savez (HVS),
- Hrvatski ronilački savez (HRS),
- Hrvatski jedriličarski savez (HJS),
- Hrvatski kajakaški savez (HKS).